# Eric af Klint (1816–1866)
Eric Johan Gustaf af Klint, född 11 december 1816 i Visby, Gotlands län, död 20 juli 1866, var en svensk sjömilitär, sonson till Eric af Klint. 
Fadern, som också hette Eric af Klint, tjänstgjorde som kapten i armén på nationalbeväringen. Sonen utnämndes 1837 till sekundlöjtnant vid flottan, men tjänstgjorde därefter i tre år som matros och styrman på engelska och amerikanska handelsfartyg. År 1853 tog af Klint, som 1845 avancerat till premiärlöjtnant, avsked ur svensk krigstjänst och övergick i österrikisk, där han, erkänd som skicklig och framstående sjöofficer, avancerade till linjeskeppskapten. Som sådan stupade han i sjöslaget vid Lissa.